# Mastodon (soziales Netzwerk)
Mastodon ist ein dezentraler Mikroblogging-Dienst, der anfänglich von Eugen Rochko und der von ihm in Jena gegründeten und in Berlin ansässigen Mastodon gGmbH entwickelt wurde. Mastodon ist als dezentrales Netzwerk konzipiert, das nicht auf eine Plattform beschränkt ist: Verschiedene Server, von Privatpersonen oder Institutionen eigenverantwortlich betrieben, können miteinander interagieren. Seit März 2024 sind über 15 Millionen Nutzer im Mastodon-Netzwerk registriert.
Das Projekt ist Freie Software und steht mit dessen Quelltext unter der GNU Affero General Public License zur Verfügung. Die Entwicklung und unter anderem der Betrieb der Server mastodon.social sowie mastodon.online werden fast ausschließlich durch Spenden an die Mastodon gGmbH finanziert. Neben diesen zwei eigenen Servern werden die restlichen über 11.200 Mastodon-Server von Privatpersonen, Vereinen/NGOs, Universitäten oder Regierungen selbst betrieben. Es steht jedem frei, seinen eigenen Server zu eröffnen. Alle Mastodon-Server sind Teil des Fediverse, also mit vielen weiteren sozialen Netzwerken wie zum Beispiel Threads, Pixelfed und Pleroma über das ActivityPub-Kommunikationsprotokoll vereint.

## Geschichte
Die Entwicklung von Mastodon begann im März 2016. Das Projekt Mastodon wurde zuerst am 5. Oktober 2016 auf Hacker News öffentlich bekannt gemacht. Die ältesten noch aktiven Server sind mastodon.social, die Instanz des Entwicklers, awoo.space, social.tchncs.de und icosahedron.website. Die inzwischen über 11.200 Instanzen sind über instances.social und FediDB zu finden.
Als wesentliche Server, die die Verbreitung von Mastodon jeweils beschleunigten, kamen hinzu:
- im April 2017 mit mstdn.jp, dem ersten japanischen Server mit Zehntausenden von neuen Nutzern in wenigen Tagen
- im Mai 2018 nach einer Gesetzesänderung in den USA (Stop Enabling Sex Traffickers Act), die zur Gründung von switter.at, einer offenen und freien Plattform für Sexarbeiter, führte, die in kurzer Zeit die 100.000-Nutzer-Schwelle überschritt.[11] Am 14. März 2022 wurde Switter eingestellt; zu diesem Zeitpunkt gab es über 430.000 Nutzer. Aktuell gibt es nur noch eine Informationsseite.[13]
- Im Juli 2019 wechselte Gab, ein Netzwerk, das mit Hasstexten, Antisemitismus und Rassismus in Verbindung gebracht wird, auf einen Mastodon-Fork und betrieb plötzlich den größten Knoten des Netzes.[14] In einer offiziellen Stellungnahme distanzierte sich Mastodon von Gab. Einige Instanzen und Apps blockierten daraufhin die Server von Gab, da es in völliger Opposition zu Mastodon und deren Philosophie gesehen wird.[15][16]
- Im Oktober 2021 stellte sich heraus, dass Donald Trumps soziales Netzwerk Truth Social den Mastodon-Quellcode kopierte und dessen Lizenz missachtete.[17]

Ab Version 1.6 wurde das ActivityPub-Protokoll vom W3C unterstützt (und auch OStatus als Ausweichlösung). Allerdings wurde die Implementierung des OStatus-Standards ab Version 3.0 entfernt und damit auch die Kompatibilität zu GNU Social.

### Meilensteine
- Oktober und November 2016 – Interface für mobile Endgeräte, Hashtags, Suche nach Nutzern, aus „Veröffentlichen“ wird im Deutschen „Tröt“[11]
- Dezember 2016 und Januar 2017 – Aus „reblog“ wird „boost“ (deutsch „Teilen“), verschiedene Funktionen kommen hinzu, wie ein geschlossener Account, private Nachrichten, Inhaltswarnungen (Warnung vor reizauslösenden Inhalten) und Zwei-Faktor-Authentisierung
- Februar 2017 – Eine Meldefunktion für Verstöße gegen die Nutzungsbedingungen wurde eingeführt und die öffentliche Timeline wurde in eine lokale Timeline für die eigene Instanz und eine föderierte Timeline aufgeteilt
- März, April, Juni 2017 – Emojis können über den Editor den Beiträgen hinzugefügt werden, GIF-Autoplay kann in den Einstellungen deaktiviert werden, Spalten im Webinterface werden flexibel und Nutzer können ihren Account löschen
- August, September 2017 – Update des Mastodon Logos, Push-Benachrichtigungen werden implementiert, Mastodon implementiert ActivityPub nach OStatus, Beiträge können an das Profil geheftet werden
- Oktober, Dezember 2017 – Eigene Emojis können auf einer Instanz verwendet werden,[20] alternative Texte für angehängte Medien (Bilder und Videos) zur Verbesserung der barrierefreien Darstellung, eine Listenfunktion wird eingeführt
- März 2018 – Eine Suchfunktion und eine Downloadfunktion zum Backup für Nutzerdaten wird eingeführt
- Mai 2018 – Die Metadaten des Nutzerprofils können flexibel angepasst werden, die Datenschutzerklärung wurde an die DSGVO angepasst
- September 2018 – Die Föderationsunterstützung ist um Möglichkeiten zum Auffinden von Inhalten erweitert worden, und die Darstellung der Profildaten wurde neu gestaltet[21]
- Oktober 2018 – Linkvorschauen werden nun in Beiträgen angezeigt, und Links können in den Profildaten verifiziert werden[22]
- April 2019 – Es können Umfragen erstellt werden. Keybase-Profile können nun verifiziert werden. Sie werden wie verifizierte Links im Profil dargestellt.[23]
- Mai 2019 – Bilder in Beiträgen, die mit einer Inhaltswarnung versehen wurden, werden mittels Blurhash-Algorithmus verschwommen dargestellt anstatt hinter einer schwarzen Fläche versteckt. Dieselbe Darstellung wird auch auf Bilder angewendet, die nachgeladen werden. Bilder hinter dieser Darstellung werden nicht in den Browser-Cache geladen.[24]
- Juni 2019 – Es wurde ein einspaltiges Layout zur Verbesserung des Benutzererlebnisses eingeführt.[25]
- August 2020 – Der Audioplayer wurde überarbeitet, die Unterstützung weiterer Audio- und Videoformate bekanntgegeben.[26]
- März 2022 – Postings können bearbeitet werden.[27]
- November 2022 – Mit Version 4 wurde die Benutzeroberfläche grundlegend überarbeitet. Außerdem wurde unter anderem die Möglichkeit eingeführt, Beiträge zu bearbeiten, einen Übersetzungsdienst für Beiträge einzubinden, Beiträge nach Sprachen zu filtern, eigene Nutzerrollen anzulegen, Hashtags zu folgen sowie die Unterstützung von neuen Medienformaten. Aus „Tröt“ wurde wieder „Veröffentlichen“.[28]

## Name und Logo

Eine Variante des Mastodon-Maskottchens

Es gibt verschiedene Theorien für die Benennung des sozialen Netzwerks nach der Mammut-Art Mastodon. Teilweise wurde behauptet, Eugen Rochko habe den Namen nach der gleichnamigen US-amerikanischen Metal-Band Mastodon gewählt. In einem Interview mit dem Online-Magazin Mashable im Jahr 2017 bestritt er dies aber und sagte, die Plattform sei tatsächlich nach dem Urzeit-Tier benannt worden.
Neben dem Icon gibt es das Mastodon auch als Maskottchen, das einen freundlich und einladend winkenden oder einen kindlich lachenden kleinen Mastodon zeigt. Davon sind mehrere Grafiken verbreitet, die immer wieder neu interpretiert werden.
„Mastodon“ wurde im April 2022 als Wortmarke beim EUIPO angemeldet und eingetragen.

## Funktionen
Auf Mastodon können angemeldete Nutzer Kurznachrichten verbreiten. Diese werden umgangssprachlich oft „Toots“ – übersetzt „Tröts“ – genannt. In der Standardeinstellung sind pro Beitrag 500 Zeichen möglich, diese lassen sich aber gemäß ActivityPub-Protokoll auf dem Server anpassen. Die Beiträge können kommentiert, geteilt und favorisiert werden.
Nutzer erstellen einen Account auf einem der Server (auch genannt Instanz) und können von dort aus mit allen anderen kooperierenden Servern sowie weiteren Diensten des Fediverse interagieren, so als sei es eine Plattform.

### Technik
Das Backend ist in Ruby on Rails geschrieben, für das Frontend kommen die JavaScript-Bibliotheken React.js und Redux zum Einsatz. Mastodon verfolgte anfangs eine API-first-Herangehensweise und Rochko verwendete damals cURL, um Mastodon zu steuern. Er erweiterte die Software nach der Universität in seiner Freizeit mit einer grafischen Benutzeroberfläche.

### Apps
Seit 2021 bzw. 2022 gibt es offizielle Apps für iOS und Android, die ebenfalls Open-Source sind. Die Apps wurden mit öffentlichen Geldern aus dem Prototype Fund unterstützt. Darüber hinaus gibt es eine Reihe weiterer Apps für alle Plattformen mit teilweise größerem Funktionsumfang.

## Nutzung und Verbreitung
| Datum      | Nutzer     | Nutzer (Q: joinmastodon.org) | monatlich aktiv | Instanzen (Q: instances.social) | Instanzen (Q: joinmastodon.org) |
| ---------- | ---------- | ---------------------------- | --------------- | ------------------------------- | ------------------------------- |
| 25.05.2017 | 00,65 Mio. |                              |                 | 1.624                           |                                 |
| 13.01.2020 | 03,46 Mio. |                              |                 | 2.608                           |                                 |
| 03.12.2022 | 08,00 Mio. |                              | 2,54 Mio.       |                                 | 8.654                           |
| 01.12.2023 | 14,5 Mio.  | 8,76 Mio.                    | 1,54 Mio.       | ca. 16.700                      | 9.470                           |
| 01.10.2024 | 15,4 Mio.  | 9,79 Mio.                    | 871.000         | ca. 16.000                      | 9.266                           |
| 01.01.2025 | 11,8 Mio.  | 9,16 Mio.                    | 828.000         | 15.780                          | 8.536                           |

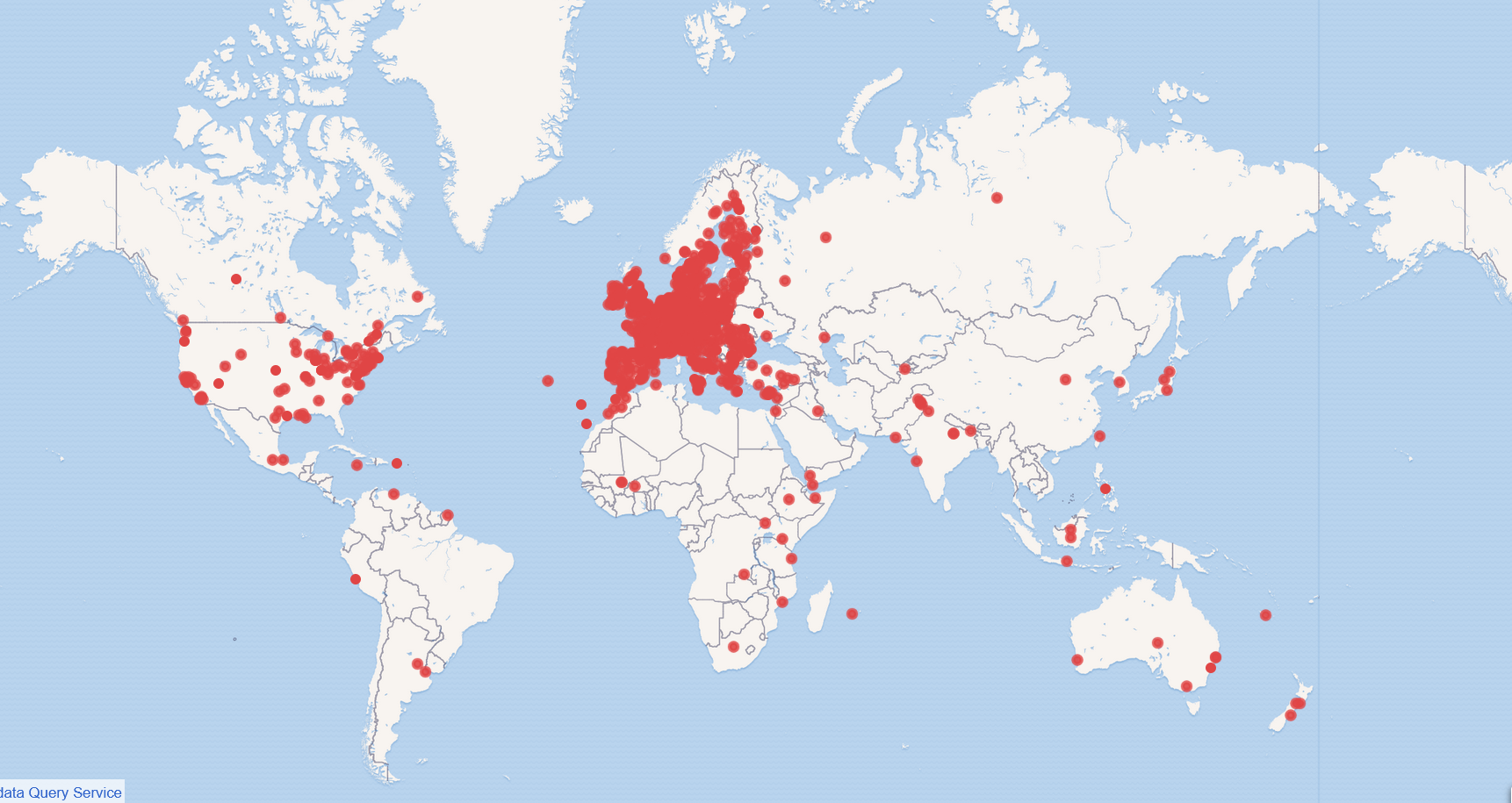
Geburtsorte von Mastodon-Nutzern (2022)

Im April 2017 hatte die Instanz mastodon.social etwa 42.000 Nutzer. Die wesentlichen Länder (nach Nutzern) waren 2019 Japan (ca. 0,8 Millionen), Deutschland (ca. 0,4 Millionen), die Vereinigten Staaten und Frankreich (je ca. 0,14 Millionen).
Nachdem der Unternehmer Elon Musk im April 2022 die Übernahme von Twitter, Inc. angekündigt hatte, wurden zehntausende Benutzerkonten bei Mastodon erstellt, darunter auch Prominente. Die Anzahl stündlicher Postings wurde dabei mehr als verdoppelt (von grob 5.000 im April 2021 zu etwa 10.000 im April 2022), was bei einigen Servern zu Performance-Problemen führte. So hatte Mastodon Mitte April 2022 erstmals über fünf Mio. registrierte Nutzer. Nach der vollzogenen Twitter-Übernahme Ende Oktober 2022 kam es zu einem starken Anstieg von Accounts und Postings.
Die Gesamtnutzerzahl lässt sich aufgrund der Dezentralität nur ungenau bestimmen und schwankt stark je nach Erfassungsmethode. Laut der offiziellen Mastodon-Webseite gab es im Januar 2025 auf allen etwa 9000 zugänglichen Mastodon-Servern 9,5 Mio. Nutzer, von denen 1,0 Mio. monatlich aktiv waren, andere Schätzungen gehen deutlich höher bis zu 15 Mio. Gesamtnutzern auf 16.000 Instanzen.
Es können auch Nutzer anderer ans Fediverse angeschlossenen sozialen Netzwerke Profilen auf Mastodon folgen und umgekehrt. Die Anzahl der aktiven Nutzer von Mastodon ist daher nicht gleichbedeutend mit der größtmöglichen Reichweite, die ein auf Mastodon veröffentlichter Beitrag erreichen kann.

### Nutzung durch öffentliche Stellen
Im Oktober 2020 startete der Bundesbeauftragte für den Datenschutz und die Informationsfreiheit (BfDI) in Deutschland eine eigene Mastodon-Instanz, die auch allen anderen öffentlichen Stellen auf Bundesebene als datenschutzkonforme Alternative zu Twitter zur Verfügung steht. Mittlerweile sind zahlreiche öffentliche Stellen wie die Bundesregierung, Bundesministerien (für Bildung, Inneres, Auswärtiges, Finanzen, Bau, Umwelt, Wirtschaft, Verkehr, Entwicklung), Bundesbehörden (z. B. BSI, Zoll, DWD, THW, bpb, BAMF, RKI, BZgA, BNetzA, UBA), die obersten Bundesgerichte, der Bundestag, Länderparlamente (Rheinland-Pfalz, Hessen, Bayern, Thüringen, Bremen, Hamburg) sowie viele andere öffentliche Institutionen und Forschungseinrichtungen auf Mastodon vertreten.
Im Januar 2021 folgte der Landesbeauftragte in Baden-Württemberg, nachdem er sich zuvor von Twitter abgemeldet hatte, und stellte ebenfalls eine eigene Instanz zur Verfügung, die von der Landesregierung, dem Landtag und zahlreichen öffentlichen Stellen wie Städten und Universitäten genutzt wird.
Auch der Europäische Datenschutzbeauftragte hat 2022 im Pilotprojekt „EU Voice“ einen eigenen Mastodon-Server aufgesetzt, auf dem etwa 20 EU-Institutionen, darunter die Europäische Kommission und der Europäische Gerichtshof vertreten waren. Im April 2024 wurde das Ende des Projektes angekündigt. Die Europäische Kommission hat daraufhin ihren eigenen Mastodon-Server aufgesetzt.
Das Unterhaltungsfernsehen Ehrenfeld hat als Produzent des ZDF Magazin Royale einen öffentlichen Mastodon-Server eingerichtet.
Die ARD hat am 9. Mai 2023 einen eigenen Mastodon-Kanal unter anderem für die Tagesschau eröffnet, um dem Wunsch nach Alternativen zu kommerziellen Plattformen nachzukommen und um Erfahrungen für alternative Ausspielwege zu sammeln. Auch das ZDF ist auf einem eigenen Server vertreten.
Nach einem einjährigen Pilotversuch verabschiedete sich die Schweizer Bundeskanzlei im September 2024 aufgrund mangelnder Nutzerzahlen wieder von Mastodon.

### Wissenschaftskommunikation
Da Mikroblogging als relevantes Medium für Wissenschaftskommunikation und brancheninternen Wissenstransfer bewertet wird, wurde der Wechsel von Wissenschaftlern zu Mastodon verschiedenenorts als Beitrag zu Open Science erachtet. An drei Universitäten im D-A-CH-Raum wurden mittlerweile eigene Mastodon-Instanzen für die Hochschulkommunikation eingerichtet, nämlich an der  Universität Innsbruck, der  Ecole Polytechnique Fédérale de Lausanne und dem  Karlsruher Institut für Technologie.

### Gemeinnützigkeit
Nach fast einem Jahr Vorbereitung ist mit Mastodon, Inc, im April 2024 eine in den USA gemeldete 501(c)(3)-Nonprofitorganisation gegründet worden. Den Vorstand bilden Esra’a Al Shafei, Biz Stone (Mitbegründer von Twitter), Karien Bezuidenhout (ehemals Shuttleworth Foundation), Amir Ghavi (Fried Frank) und Felix Hlatky (Mastodons Finanzchef seit 2020). Im gleichen Blogpost Ende April 2024 gab Gründer Eugen Rochko gleichzeitig bekannt, dass deutsche Finanzbehörden der Mastodon gGmbH kurzfristig die seit 2021 bestehende Gemeinnützigkeit aberkannt hätten.
Bereits zuvor, am 13. Januar 2024, kündigte das Mastodon-Team an, dass die Kontrolle über Mastodon an eine noch zu gründende Nonprofit-Organisation innerhalb Europas übergeben werden soll und Eugen Rochko von seiner Rolle als Geschäftsführer zurücktreten möchte.

### Fachliteratur und Einzelbeiträge
- Stefan Mey: Der Kampf um das Internet. Wie Wikipedia, Mastodon und Co. die Tech-Giganten herausfordern. C. H. Beck, München 2023, ISBN 978-3-40680-72-37.
- Peter Welchering: Mastodon gegen Twitter, Fediverse gegen Facebook – Was kann das dezentrale Kommunikationsnetz besser? In: Gabriele Hooffacker, Wolfgang Kenntemich, Uwe Kulisch (Hrsg.): Neue Plattformen – neue Öffentlichkeiten. Springer Fachmedien Wiesbaden, Wiesbaden 2024, ISBN 978-3-658-44658-1, S. 45–54, doi:10.1007/978-3-658-44659-8_4.

### Ratgeber
- Aktionsbündnis Neue Soziale Medien: Schritt für Schritt. So bringen Sie Ihre Hochschule auf Mastodon. (Online verfügbar)
- Chris Minnick und Michael McCallister: Mastodon for Dummies. Wiley, Hoboken 2023, ISBN 978-1-39419-33-63.